# Super CinExin

El Super CinExin va ser un projector i reproductor de cinema llençat al públic massivament el 1983 per l'empresa Exin, que millorava la primera versió del 1971, el CinExin. La primera versió, el CinExin, era una rèplica del Easy-Show Movie Projector (1968) de la companyia britànica Chad Valley, distribuït per l'empresa Kenner als EUA. I, de fet, tots aquells projectors, es basaven en el model de projecció cinematogràfica del Cine Nic, que circulava des dels anys 1930. Més concretament, el Super CinExin es va basar en el Minicinex Cassette de la companyia Meccano-Tri-ang del 1971, que remodelava l'Easy-Show. Tant el CinExin com el Super CinExin van ser els primers mitjans de què disposaven els nens nascuts els anys 1970 i 1980 en el món del cinema. El preu de sortida l'aparell per a l'època va ser de 3.990 pessetes (uns 24 euros actuals). Les dues versions van tenir molt d'èxit: es van arribar a vendre fins a 500.000 unitats a Espanya. Es va treure, posteriorment, una versió en groc llampant del Súper Cinexin, amb la manivel·la i els cartutxos en color blau. Es tractava d'una edició especial amb un volum d'unitats reduït que s'ha convertit en objecte de col·leccionisme.

## Funcionament del Super CinExin
En el Super CinExin, a diferència del seu predecessor, les bobines (pel·lícules) venien dins d'un cartutx a la manera d'un VHS o BETA que en protegia el contingut. La primera versió del CinExin va ser de color taronja, mentre que el Super CinExin dels anys 80 va ser de color blau fluix i llampant.
El Super CinExin era un projector portàtil que funcionava amb piles, en el qual es carregaven cartutxos amb mini pel·lícules. Aquests cartutxos s'inserien pel lateral de l'aparell, i es treien prement el botó que hi havia enmig de la manivela. Amb una manivela, es projectava la pel·lícula sovint a la paret de les llars dels usuaris, amb pantalla o sense. L'aparell també disposava d'una bombeta i una lupa per poder projectar les pel·lícules. El format cinematogràfic que emprava el Super CinExin era el Super-8, a diferència del CinExin original, que tenia un format de 8mm. Sense so, és clar, només el so de moure la manivela, com una moviola del cinematògraf. L'atractiu de la joguina era sobretot el fet de poder controlar la reproducció de la pel·lícula, avançant o retrocedint segons la velocitat amb què s'empenyia la manivela. Es tractava, tal com deia l'anunci, del "cine sin fin" Les pel·lícules, generalment, acostumaven a durar sovint un minut aproximadament.
La novetat que el CinExin i el Super CinExin oferien era que els aparells eren molt resistents i fàcils d'utilitzar, ja que el control de la projecció era a càrrec del propi usuari, qui podia fer avançar més ràpidament o lenta, o aturar, la imatge.
Les primeres cintes de pel·lícula del CinExin havien estat en Blanc i Negre, però amb el Super CinExin ja van ser en color. El Super CinExin tenia una carcassa més resistent que el seu predecessor. Un altre canvi important va ser que les bobines venien dins del cartutx i no es tractava de bobines que s'havien d'enfilar, com era el cas del Cinexin
Un greu problema que tenia el Super CinExin, com el seu predecessor, era el cost de les piles: el Super CinExin necessitava 4 piles de 1,5V del tipus R-20, molt grans i cares. A nivell de presentació, el Super CinExin venia dins d'una capsa, i el revers de la capsa, d'igual manera com passava amb el Cinexin, es podia utilitzar com a projector. Normalment la joguina venia amb un cartutx de joc i, més endavant, s'hi van incloure dos.
Característiques
| SUPER CINEXIN    | SUPER CINEXIN                                 |
| ---------------- | --------------------------------------------- |
| País de creació  | Espanya                                       |
| Any de creació   | 1983                                          |
| Empresa creadora | Exin                                          |
| Mides            | Alçada: 25,5 cm Llargada: 16 cm Amplada: 6 cm |
| Pes              | 800 g                                         |
| Alimentació      | 4 piles tipus R20E d'1,5v                     |

## Després del Super CinExin
Exin va tancar per l'auge de les vídeo-consoles, que es van convertir en el nou producte estrella per a les noves generacions. Després del tancament de l'empresa Exin, Popular de Juguetes va agafar el concepte del CinExin i del Super CinExin i li va afegir so i una estètica més actual, amb el Mini Exin. El 2010, la companyia Giro Toys and games va treure la quarta generació d'aquest tipus de projectors amb tres versions de CinExin Spot: Princeses, Disney clàssic i Toy Story.

## Selecció de títols
Llista de pel·lícules per Super 8 de Cinexin.
- Bambi aprèn a saltar
- Barrufant el gran pont.
- Blancaneus i el príncep
- Blancaneus i la poma enverinada
- Donald a la platja
- Donald a la tarda dels lleons.
- Donald i els esquirols.
- Donald i els seus nebots.
- El capità Ganxo i el cocodril.
- El rescat de nadó barrufet.
- Flash Gordon contra el monstre.
- Flash Gordon contra els homes peix.
- Flash Gordon a la ciutat submergida.
- Flash Gordon i el raig paralitzador.
- Gargamel al túnel secret.
- Gargamel atrapa els barrufets.
- Gargamel i el núvol negre.
- El barrufet bromista i el rei.
- El Gran Barrufet i la planta carnívora.
- Els barrufets atrapats a la gruta.
- Els barrufets i el diamant.
- Els barrufets i el geni del llum.
- Els barrufets i l'ou màgic.
- Els barrufets i el ocellot.
- Els Snorkels i el vaixell fantasma.
- Els Snorkels i el cranc gegant.
- Els Snorkels i el pop orquestra.
- Els Snorkels i la bombolla destructora.
- Els Snorkels van d'excursió.
- Mickey al jardí de Minnie.
- Mickey, excursió en roulotte.
- Mickey, Pluto i els esquirols.
- Nadó barrufet i els caçadors
- Pinotxo i Gepetto dins de la balena.
- Popeye a alarma extraterrestre.
- Popeye a la Universitat.
- Popeye al túnel del temps.
- Popeye buscant or.
- Popeye en passeig amb barca.
- Popeye mainadera.
- Popeye i l'ovni.
- Robin Hood en el torneig.
- Robin Hood i la comitiva reial.
- Superbarrufet contra el gegant.